# Heeresgruppe Südukraine
Heeresgruppe Südukraine was een legergroep van het Duitse leger tijdens de Tweede Wereldoorlog. Deze Heeresgruppe werd opgericht op 1 april 1944 en werd hernoemd in Heeresgruppe Süd op 23 september 1944.

## Geschiedenis
Heeresgruppe A werd op 1 april hernoemd in Heeresgruppe Südukraine en deze werd ingezet in Zuid-Rusland over een front van 900 kilometer. Tijdens de grootschalige Russische Dnjepr-Karpaten-Operatie werd Heeresgruppe Südukraine in de verdediging gedrukt. Het 17. Armee werd op 9 mei in de Slag om de Krim vernietigd. Maar Hitler verbood elke terugtrekking, om de olievelden van Roemenië veilig te blijven stellen. 
Bij het succesvolle zomeroffensief van de Sovjet-Unie in 1944 verloor Heeresgruppe Südukraine vijf korpsen en 18 divisies. Roemenië werd daarop veroverd en Bulgarije bedreigd. Dit heeft ook geleid tot terugtrekking van de Duitse troepen uit Griekenland, Albanië en Zuid-Joegoslavië. Kort daarop werd Heeresgruppe Südukraine op 23 september 1944 hernoemd in Heeresgruppe Süd.

## Commando
| Datum                         | Bevelhebber                      |
| 1 april tot 25 juli 1944      | Generaloberst Ferdinand Schörner |
| 25 juli tot 23 september 1944 | Generaloberst Johannes Frießner  |

## Eenheden
| Periode        | Eenheden |
| April 1944     | Armeegruppe Wöhler (8. Armee, 4e Roemeense Leger), Armeegruppe Dumitrescu (6. Armee, 3e Roemeense Leger), 17. Armee |
| Mei 1944       | Armeegruppe Wöhler, Armeegruppe Dumitrescu                                                                          |
| Augustus 1944  | 8. Armee, 6. Armee                                                                                                  |
| September 1944 | 8. Armee, Armeegruppe Fretter-Pico (6. Armee, 2e Hongaarse Leger), XXIX. Armeekorps                                 |

## Veldslagen
- Dnjepr-Karpaten-Operatie
- Operatie Iași-Chisinau
- Slag om de Krim

## Bron
- Beschrijving op lexikon-der-wehrmacht.de